# Théodore Reinach

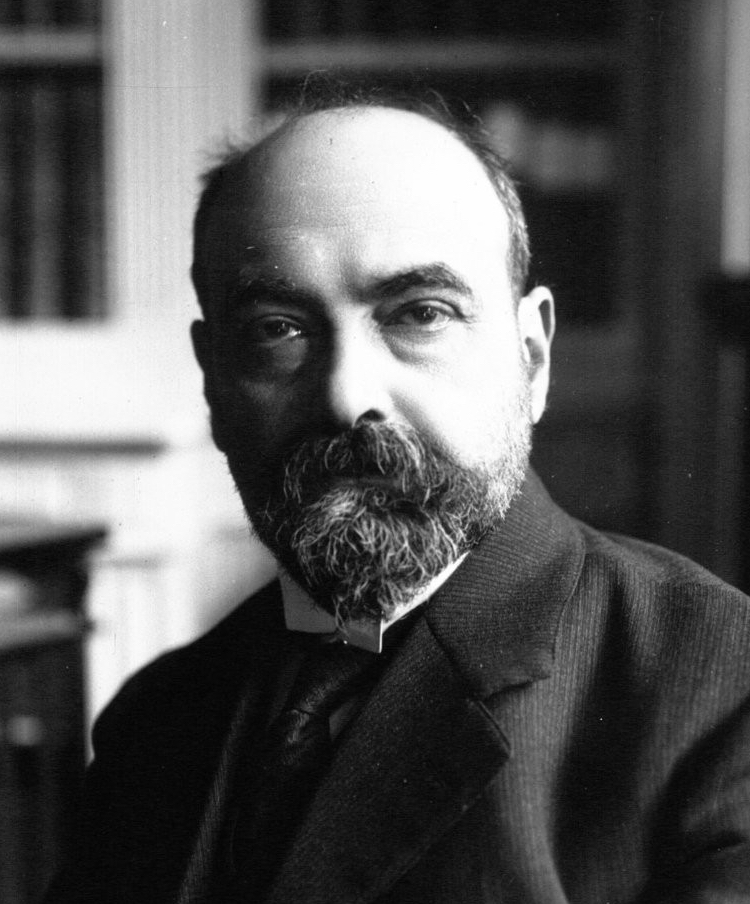
Théodore Reinach (1913)

Théodore Reinach (* 3. Juli 1860 in Saint-Germain-en-Laye; † 28. Oktober 1928 im 16. Arrondissement von Paris) aus der Familie Reinach  war ein französischer Archäologe, Politiker, Numismatiker, Papyrologe und Althistoriker.

## Leben
Théodore Reinach entstammte einer wohlhabenden jüdischen Bankiersfamilie. Er war ein Bruder des Archäologen Salomon Reinach und des Juristen Joseph Reinach. Nach einem Studium der Rechtswissenschaften in Paris war er zunächst von 1881 bis 1886 als Anwalt am dortigen Berufungsgericht tätig. 1890 begab er sich auf eine archäologische Reise nach Konstantinopel. Von 1888 bis 1906 war er Redakteur der Revue des Études Grecques. Von 1906 bis 1914 war er Abgeordneter im französischen Parlament. 1924 wurde er Professor der Numismatik am Collège de France. Wie sein jüngerer Bruder Salomon beschäftigte sich Reinach mit enzyklopädischen Arbeiten. Ferner widmete er sich der griechischen Archäologie und der Archäologie Frankreichs, der Papyrologie, Religionsgeschichte und der Judaistik. Ebenso war Reinach der Verfasser von grammatischen Arbeiten.
Er ließ 1902 bis 1908 in Beaulieu-sur-Mer an der Côte d’Azur die Villa Kérylos erbauen, im antiken griechischen Stil des 2. und 1. Jahrhunderts v. Chr. Architekt war Emmanuel Pontremoli (1865–1956). Die Villa vermachte er 1928 testamentarisch dem Institut de France, sie ist heute für Besichtigungen zugänglich.
Seine 1895 erschienene Arbeit über den pontischen König Mithridates VI. gilt bis heute als Standardwerk. Reinach war außerdem der Herausgeber einer dreibändigen französischen Übersetzung des Gesamtwerks von Flavius Josephus (1900–1904).
Die Königliche Akademie von Belgien nahm ihn 1896 als assoziiertes Mitglied auf. Seit 1909 war er Mitglied der Académie des Inscriptions et Belles-Lettres, ferner war er Ritter der Ehrenlegion.

## Publikationen (Auswahl)
- Mithradates Eupator: König von Pontos. Leipzig 1895 (Digitalisat), ND Hildesheim 1975, ISBN 3-487-05585-6
- Textes d’auteurs grecs et romains relatifs au judaisme. Paris 1895, ND Hildesheim 1963.
- Papyrus grecs et démotiques: recueillis en Egypte. Paris 1905.